# هندسة الموجات الميكروية
تتعلق هندسة الموجات الميكروية بدراسة وتصميم دوائر ومكونات وأنظمة الميكروويف. يتم تطبيق المبادئ الأساسية على تقنيات التحليل والتصميم والقياس في هذا المجال. تميز الأطوال الموجية القصيرة بين هذا التخصص وبين الهندسة الإلكترونية. هذا بسبب وجود تفاعلات مختلفة مع الدوائر والإرسال وخصائص الانتشار عند ترددات الميكروويف.
بعض النظريات والأجهزة التي تتعلق بهذا المجال هي الهوائيات والرادار وخطوط الإرسال والأنظمة الفضائية (الاستشعار عن بعد) والقياسات ومخاطر إشعاع الميكروويف وتدابير السلامة.
خلال الحرب العالمية الثانية، لعبت هندسة الموجات الميكروية دورًا مهمًا في تطوير رادار يمكنه تحديد مواقع سفن وطائرات العدو بدقة باستخدام حزمة مركزة من الإشعاع الكهرومغناطيسي. تم العثور على أسس هذا التخصص في معادلات ماكسويل وعمل هاينريش هيرتز، ونظرية الدليل الموجي لويليام طومسون، وجي سي بوس، والكليسترون من راسل وفاريان بروس، بالإضافة إلى مساهمات بيري سبنسر، وآخرين.